# Лоун Три (Ајова)
Лоун Три (енгл. Lone Tree) град је у америчкој савезној држави Ајова. По попису становништва из 2010. у њему је живело 1.300 становника.

## Демографија
Према попису становништва из 2010. у граду је живело 1.300 становника, што је 149 (12,9%) становника више него 2000. године.
| Група             | 2000.         | 2010.         |
| Белци             | 1.136 (98,7%) | 1.210 (93,1%) |
| Афроамериканци    | 2 (0,2%)      | 9 (0,7%)      |
| Азијати           | 1 (0,1%)      | 7 (0,5%)      |
| Хиспаноамериканци | 6 (0,5%)      | 52 (4,0%)     |
| Укупно            | 1.151         | 1.300         |